# Oblique Seville
Oblique Seville (16 de marzo de 2001) es un deportista jamaicano que compite en atletismo, especialista en las carreras de velocidad. Ganó una medalla de bronce en el Campeonato Mundial de Atletismo de 2023, en la prueba de 4 × 100 m.

## Palmarés internacional
| Campeonato Mundial | Campeonato Mundial | Campeonato Mundial | Campeonato Mundial |
| Año                | Lugar              | Medalla            | Prueba             |
| ------------------ | ------------------ | ------------------ | ------------------ |
| 2023               | Budapest (Hungría) | Medalla de bronce  | 4 × 100 m          |